# Imprésario de mon cœur
Imprésario de mon cœur (France) ou Colonel Homer (Québec) (Colonel Homer) est le 20e épisode de la saison 3 de la série télévisée d'animation Les Simpson.

## Synopsis
Les Simpson vont tous ensemble au cinéma mais décident de se séparer : les enfants vont voir Les Mutants de l'espace VI tandis qu'Homer et Marge regardent Frisson à Stockholm, un « thriller politique bien ficelé » selon Marge. Homer se montre particulièrement agaçant dans la salle, si bien que tous les spectateurs se mettent contre lui, même sa femme qui lui fait la morale. Très vexé, il décide de ne pas rentrer à la maison.
Après avoir roulé une centaine de kilomètres, il se retrouve dans un bar de péquenauds où il rencontre une très belle chanteuse, Lurleen Lumpkin. Homer adore ses chansons et rentre chez lui d'excellente humeur. Il décide rapidement de retourner rendre visite à la jeune artiste et décide de lui faire enregistrer ses chansons. Ces dernières sont remarquées par un producteur qui propose de les diffuser à la radio. La chanteuse, rapidement devenue populaire, engage Homer comme imprésario. La situation ne plait pas beaucoup à Marge qui demande à Homer de choisir entre son boulot et sa famille. Homer choisit son boulot jusqu'à ce que Lurleen lui fasse des avances et qu'il rentre chez lui.

## Première apparition
- Lurleen Lumpkin

## Note
- Un épisode de la saison 19 s'appelle comme le titre original et québécois, c'est-à-dire Colonel Homer.